# Catharina Peeters
Catharina Peeters (Antwerpen, 16 augustus 1615 – aldaar, 1656) was een kunstschilder uit de barokperiode die voornamelijk marines schilderde, toen bekend als zeekens.

## Levensloop
Catharina Peeters was de jongere zuster van de marineschilders Gillis en Bonaventura Peeters, en de oudere zuster van Jan Peeters I. Zij en haar broers leerden het vak van hun vader, die meester was in de Antwerpse Sint-Lucasgilde in 1607-1608. Net als de rest van haar familie, maakten zij marines met dramatische taferelen zoals schepen in nood bij een rotsachtige kust of tijdens een zeeslag.
- Biografisch Portaal: 69940267
- Digitale Bibliotheek voor de Nederlandse Letteren: peet035
- RKD-Nederlands Instituut voor Kunstgeschiedenis: 373225
- Union List of Artist Names: 500046941
- Virtual International Authority File: 95991454